# Sąd Najwyższy Nebraski
Sąd Najwyższy Nebraski (ang. Nebraska Supreme Court) – najwyższy organ władzy sądowniczej i zarazem najwyższa instancja odwoławcza w systemie prawnym amerykańskiego stanu Nebraska. Składa się z prezesa oraz sześciu sędziów. Powołuje ich gubernator Nebraski, przy czym mandat każdego z sędziów musi być potwierdzany przez obywateli stanu w drodze referendum przeprowadzanego co sześć lat. Sędziowie (z wyjątkiem prezesa) są powoływani z zachowaniem parytetu geograficznego - każdy z nich reprezentuje jeden z sześciu okręgów sądowych, na jakie podzielony jest stan. Na decyzje sądu przysługuje skarga do Sądu Najwyższego USA. 

## Skład
stan na 18 lutego 2023
- prezes - Michael Heavican (od 2006, nominowany przez gubernatora Dave'a Heinemana)
- okręg 1 - Stephanie F. Stacy (od 2015, nominowana przez gubernatora Pete'a Rickettsa)
- okręg 2 - Lindsey Miller-Lerman (od 1998, nominowana przez gubernatora Bena Nelsona)
- okręg 3 - William B. Cassel (od 2012, nominowany przez gubernatora Dave'a Heinemana)
- okręg 4 - Jonathan Papik (od 2018, nominowany przez gubernatora Pete'a Rickettsa)
- okręg 5 - Jeffrey J. Funke (od 2016, nominowany przez gubernatora Pete'a Rickettsa)
- okręg 6 - John Freudenburg (od 2018, nominowany przez gubernatora Pete'a Rickettsa)